# Новое (Суздальский район)
Новое — село в Суздальском районе Владимирской области России, входит в состав Боголюбовского сельского поселения.

## География
Село расположено в 1 км на север от центра поселения посёлка Боголюбово, в 5 км на северо-восток от Владимира. 

## История
Есть предание, что это село составилось из нескольких малых ближних селений по уговору крестьян, принадлежавших упразднëнному Покровскому монастырю, что при устье реки Нерли. Во владении этого монастыря Новое и находилось до упразднения монастырских вотчин, перейдя затем в ведомство государственных имуществ. В начале XVII века здесь уже существовала церковь, что видно из записей в патриарших окладных книгах, где под 1628 годом значится «церковь св. пр. Илии в селе Новом в вотчине Покровского монастыря, что в усть реки Нерли…» В 1656 году церковь эта платила дани 1 руб. 7 алтын 4 деньги. В 1695 году сюда был выдан из патриаршего приказа новый антиминс «на старый престол». В 1700 году в Новом была построена новая церковь; освящал ее игумен Покровского монастыря Никон. В конце XVIII века вместо деревянной церкви, уже обветшавшей, прихожане села Нового задумали построить каменную церковь, а для этого воспользоваться Покровскою церковью упраздненного уже тогда Покровского монастыря. Епископ Владимирский Виктор дал им разрешение разобрать эту церковь и перенести в Новое село, но, когда они приступили к разбору церкви и один из них стал снимать крест с нее, то тотчас ослеп. Это чудо поразило всех, и новосельские крестьяне оставили свое намерение. После этого вместо каменной церкви в Новом опять была выстроена деревянная церковь. В 1831 году была выстроена наконец и каменная церковь; освящена она в 1843 году. Эта каменная церковь с такою же колокольнею существует и ныне. Престолов в ней два: в настоящей холодной – во имя святого пророка Илии, в трапезе теплой – в честь Покрова Божией Матери. В 1893 году приход состоял из одного села Нового, в коем по клировым ведомостям числилось 593 души мужского пола и 628 женского. В приходе было народное училище, открытое в 1860 году местным священником и содержавшееся на средства земства.
В конце XIX — начале XX века — крупное село в составе Боголюбовской волости Владимирского уезда.
С 1929 года село являлось центром Новосельского сельсовета Владимирского района, с 1954 года входило в состав Боголюбского сельсовета, с 1960 года — в составе Лемешинского сельсовета, с 1965 года — в составе Суздальского района, с 1978 года — центр Новосельского сельсовета, с 2005 года — в составе Боголюбовского сельского поселения.

## Население
| 1859 | 1897  | 1905  | 1926  | 2002  | 2010  | 2021  |
| ---- | ----- | ----- | ----- | ----- | ----- | ----- |
| 1062 | ↗1143 | ↗1313 | ↘1031 | ↗1530 | ↗1783 | ↗1951 |

## Инфраструктура
В селе расположены МБОУ «Новосельская средняя общеобразовательная школа имени В.П.Пантыкина» (открыта в 2001 году), МКДОУ «Детский сад № 8 с. Новое», Новосельское культурно-досуговое объединение, сельхозпредприятие СПК «Новосельский»

## Известные жители
- Масанов, Иван Филиппович (1874—1945) — историк, библиограф; составитель «Словаря псевдонимов русских писателей, учёных и общественных деятелей».
- Костенко, Андрей Владимирович (р. 1988) — мастер спорта России международного класса, чемпион России по пауэрлифтингу.

## Достопримечательности
В селе находится действующая Церковь Илии Пророка (1831).